# Alessio Arduini
Alessio Arduini (geboren 1987 in Desenzano del Garda) ist ein italienischer Opernsänger der Stimmlage Bariton. Er gehört seit Herbst 2012 dem Ensemble der Wiener Staatsoper an.

## Leben
Arduini begann sich bereits als 15-Jähriger für Operngesang zu interessieren. Parallel zu seinem Studium des Wirtschaftsingenieurwesens absolvierte er eine Gesangsausbildung. Einige Jahre lang studierte er bei Vincenzo Rose. 2010 erhielt er ein Stipendium der Fondazione Lina Aimaro Bertasi und gab sein Bühnendebüt als Mozarts Don Giovanni am Teatro Sociale di Como, wohin er als Conte d’Almaviva in Le nozze di Figaro zurückkehrte. Er gastierte als Don Giovanni am Teatro Comunale di Bologna und am Teatro Petruzzelli in Bari, als Riccardo in Bellinis I puritani am Teatro Ponchielli in Cremona, als Guglielmo in Mozarts Così fan tutte am Teatro Regio di Torino und am Teatro La Fenice in Venedig.
Im Sommer 2012 debütierte der Sänger bei den Salzburger Festspielen und sang dort – an der Seite von Anna Netrebko und Piotr Beczała – den Schaunard in Puccinis La Bohème im Großen Festspielhaus. 2014 wurde er eingeladen, in Salzburg den Masetto in Mozarts Don Giovanni zu übernehmen. 2015 sang er bei den Salzburger Osterfestspielen – unter Leitung von Christian Thielemann – den Silvio in Leoncavallos Pagliacci.
Seit Herbst 2012 ist Alessio Arduini Ensemblemitglied der Wiener Staatsoper an. Er sang dort bislang die Mozart-Partien Masetto, Leporello, Guglielmo und Publio in La clemenza di Tito, sowie bei einem Gastspiel der Staatsoper an der Königlichen Oper in Maskat die Titelpartie in Le nozze di Figaro, weiters Schaunard und Marcello in La Bohème, sowie drei bedeutende komische Partien: den Belcore in L’elisir d’amore, den Dandini La Cenerentola und in der Premierenbesetzung vom April 2015 den Malatesta im Don Pasquale. Im Herbst 2013 debütierte er als Guglielmo an der Bayerischen Staatsoper in München, weitere Gastengagements führten ihn erneut ans Teatro La Fenice (als Guglielmo und Don Giovanni), ans Royal Opera House Covent Garden in London und an die Metropolitan Opera in New York (als Schaunard) und an die Mailänder Scala (als Silvano in Un ballo in maschera). Für die zweite Jahreshälfte 2015 sind Debüts an den Caracalla-Thermen in Rom (als Schaunard) und an der Opéra National de Paris (als Leporello) angesetzt. Im September 2015 wird er an der Wiener Staatsoper erstmals den Figaro im Barbiere di Siviglia übernehmen, eine Rolle, die er ab Februar 2016 auch in Paris singen soll.